# Quiarol Arzú
Quiarol Arzú (Jutiapa, 3 maart 1985) is een Hondurees voetballer, die sinds 2005 in eigen land als verdediger onder contract staat bij Deportivo Platense uit Puerto Cortés.

## Interlandcarrière
Arzú maakte deel uit van de Hondurese selectie die deelnam aan de Olympische Zomerspelen 2008 in Peking, en in de groepsfase werd uitgeschakeld na drie nederlagen op rij. Hij maakte zijn debuut voor de nationale A-ploeg in 2010.